# Pornchok Larpyen
Pornchok Larpyen (2 de abril de 1994) es un deportista tailandés que compite en bochas adaptadas. Ganó cuatro medallas en los Juegos Paralímpicos de Verano entre los años 2016 y 2024.

## Palmarés internacional
| Juegos Paralímpicos | Juegos Paralímpicos     | Juegos Paralímpicos | Juegos Paralímpicos  |
| Año                 | Lugar                   | Medalla             | Prueba               |
| ------------------- | ----------------------- | ------------------- | -------------------- |
| 2016                | Río de Janeiro (Brasil) | Medalla de bronce   | Individual BC4 mixto |
| 2016                | Río de Janeiro (Brasil) | Medalla de bronce   | Dobles BC4 mixto     |
| 2020                | Tokio (Japón)           | Medalla de plata    | Individual BC4 mixto |
| 2024                | París (Francia)         | Medalla de bronce   | Dobles BC4 mixto     |